# نهائي كأس الاتحاد الإنجليزي 1946
نهائي كأس الاتحاد الإنجليزي 1946 (بالإنجليزية: FA Cup final 1946) هي مباراة كرة قدم الختامية لتحديد الفائز في بطولة كأس الاتحاد الإنجليزي 1945–46 في البطولة الخامس والستين من مسابقة كأس الاتحاد الإنجليزي في بطولة الأقدم في تاريخ في كرة القدم وينظمها الاتحاد الإنجليزي لكرة القدم، بعد سبع سنوات طويلة من الحرب العالمية الثانية، عادت بطولة كأس الاتحاد الإنجليزي لكرة القدم. وكان فريق ديربي كاونتي في طريقه إلى صنع التاريخ بأول نهائي كأس بعد الحرب.
أقيمت المباراة أُقيم في 27 أبريل 1946 على ملعب ويمبلي، بين ديربي كاونتي وتشارلتون أثليتيك. فاز ديربي بالمباراة بنتيجة 4-1 بعد الوقت الإضافي. سجل لاعب تشارلتون بيرت تيرنر هدفًا في مرماه، ثم سجل لفريقه، ليصبح بذلك أول لاعب يسجل هدفًا لكلا الفريقين في نهائي كأس الاتحاد الإنجليزي. منح هدفا بيتر دوهيرتي وجاكي ستامبس (هدفان) في الوقت الإضافي ديربي لقبه الأول، والوحيد في كأس الاتحاد الإنجليزي.

## عن الفريقين
| الفريق          | التتويج | المشاركات السابقة في النهائيات (الخط الغليظ للأرقام يشير لسنة التتويج باللقب) |
| --------------- | ------- | ----------------------------------------------------------------------------- |
| ديربي كاونتي    | 0       | 3 (1898، 1899، 1903)                                                          |
| تشارلتون أثلتيك | 0       | لم يسبق له الظهور في نهائي                                                    |